# Wyrzysk
Wyrzysk (tyska Wirsitz) är en stad i Storpolens vojvodskap i västra Polen. Wyrzysk hade 5 191 invånare år 2013.